# Rathaus Stendal

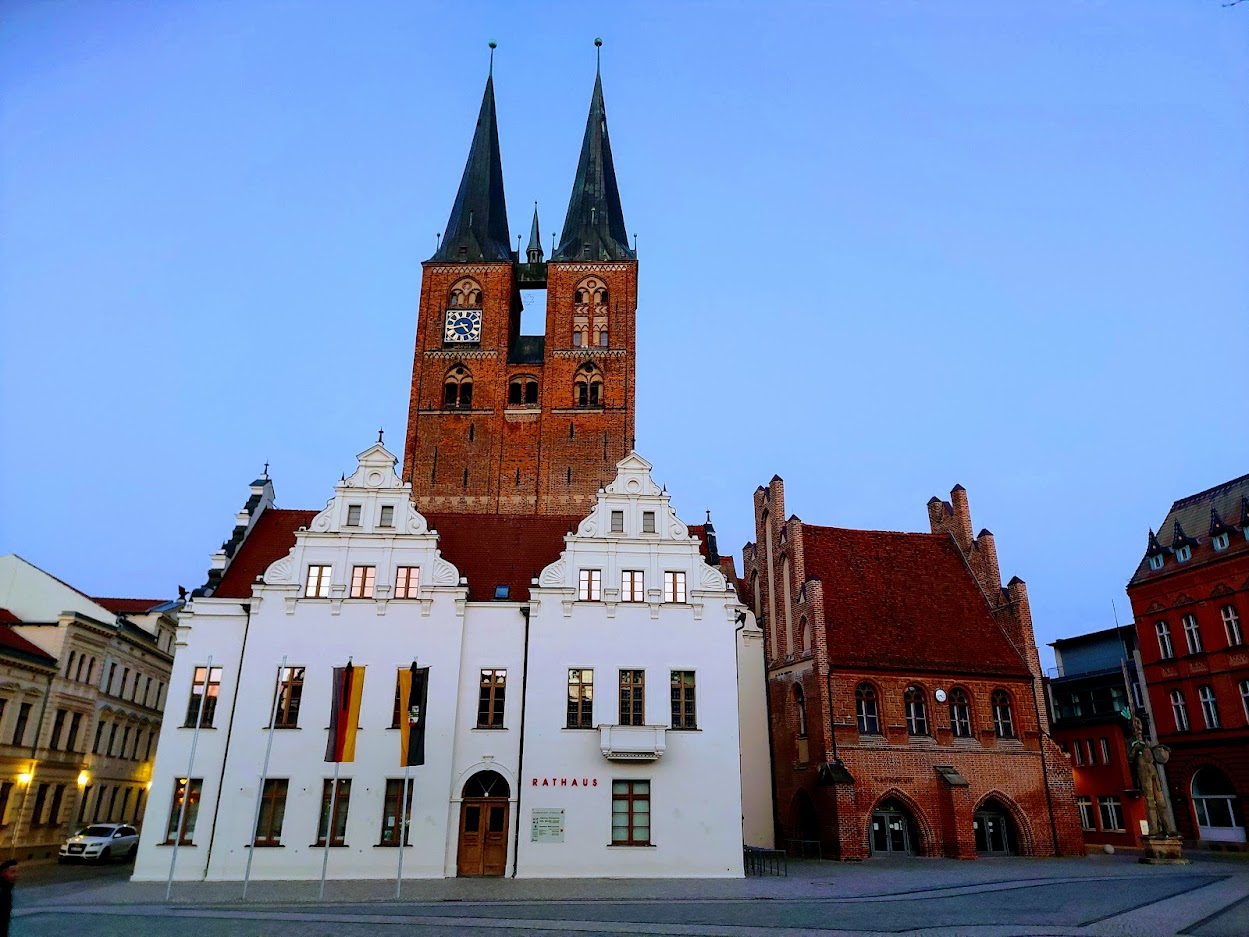
Das Rathaus am Markt

Das Stendaler Rathaus ist ein historisches Gebäude am Marktplatz der Hansestadt Stendal. Das Gebäude stammt im Wesentlichen aus dem 15. Jahrhundert und wurde in den folgenden Jahrhunderten mehrfach umgebaut und erneuert. Es bildet zusammen mit der Marienkirche ein Bauensemble.

## Geschichte
Das Stendaler Rathaus wurde 1188 erstmals als Domus mercatorum urkundlich genannt und wurde 1243 von den Markgrafen Johann I. und Otto III. an die Stadt abgetreten. Die Gerichtslaube wurde 1345 urkundlich erwähnt.
Der gesamte Rathausbau wurde seit der zweiten Hälfte des 19. Jahrhunderts immer wieder baulich verändert, so zum Beispiel in den Jahren 1885–1887. Bei der Erneuerung der Hoffassade 1898–1900 wurden acht neue Fenster angelegt. 1933–40 erfolgte eine Restaurierung des Innern.
Am 3. und 4. Mai 1945 fanden im Rathaus Stendal zwischen deutschen und amerikanischen Offizieren Verhandlungen über eine Kapitulation der deutschen 9. und 12. Armee vor der U.S. Army statt.
Die letzte Instandsetzung erfolgte nach 1997.

## Architektur und Ausstattung
Das Stendaler Rathaus ist an der Ostseite des Marktplatzes aus Backstein erbaut und umfasst mehrere, zu verschiedenen Zeiten entstandene Trakte, die teils verputzt sind. Städtebaulich reizvoll ist die Verbindung mit der dahinterliegenden Marienkirche.

### Gerichtslaube
Die Gerichtslaube ist ein traufseitig zum Markt ausgerichteter, backsteinsichtiger Bauteil auf etwa quadratischem Grundriss, der im Kern vermutlich erst in der zweiten Hälfte des 14. Jahrhunderts ursprünglich in Form einer offenen Halle erbaut wurde. Die Profile der um eine Mittelstütze gruppierten Kreuzgewölbe sind mit denen im Langhaus der Petrikirche verwandt, wurden jedoch 1904 erneuert. Die vier runden Schlusssteine zeigen Reliefs mit den Evangelistensymbolen, die Ostjoche sind heute vermauert. Die breiten spitzbogigen Arkaden mit vorgelegten Strebepfeilern wirken heute durch das später erhöhte Bodenniveau etwas gedrückter als ursprünglich. In alter Form sind nur die beiden Giebel erhalten; der einfachere Nordgiebel zeigt schlanke Blenden aus dem 14. Jahrhundert, der Südgiebel ist mit Gitterfries und Kleeblattbögen in breiten Blendarkaden im zweiten Viertel des 15. Jahrhunderts entstanden. Das eklektizistisch erscheinende Obergeschoss an der Marktseite ist 1904 angeblich nach Befunden aus den Bauphasen der Spätgotik und der Renaissance mit Rundbogenfenstern und Rustizierung rekonstruiert worden.

### Gewandhaus- und Ratsflügel
Der zehnachsige Gewandhaus- und Ratsflügel liegt östlich parallel dahinter und wurde um 1450/60 in zwei Bauphasen errichtet. Das Erdgeschoss wurde ursprünglich als Gewandhaus und Kaufhalle genutzt, heute befindet sich dort die Gaststätte Ratskeller.  Nur das Erdgeschoss des nördlichen Teils, des sogenannten Gewandhausflügels ist noch vor der Mitte des 15. Jahrhunderts entstanden und ist mit acht Kreuzgewölben über drei Pfeilern zweischiffig ausgebildet.
Der sechsachsige südliche Teil, der sogenannte Ratsflügel entstand nach der Mittel des 15. Jahrhunderts. Außen zeigt er nach Süden einen Pfeilergiebel mit abgestuften zweiteiligen Spitzbogenblenden von 1460. Im Erdgeschoss ist der Flügel durch Pfeiler in ein schmaleres und ein breiteres Schiff unterteilt. Die Formsteine dieser Pfeiler entsprechen denen der benachbarten Marienkirche, das Profil der Kapitelle ist mit denen im Kapitelsaal des Stendaler Doms identisch.
Im ersten Obergeschoss liegt der ehemalige Archivraum, der heute als Standesamt genutzt wird. Er ist ähnlich wie das Erdgeschoss in zwei unterschiedlich breite Schiffe unterteilt. Im zweiten Obergeschoss liegt die 1889 durchgreifend restaurierte große Ratsstube von drei Achsen Länge und zwei Achsen Breite. Auf der Nordseite ist noch ein beachtlicher Teil der spätgotischen, auf 1462 datierten Wandvertäfelung erhalten. Über der Kielbogenpforte ist das Rats- und Stadtwappen dargestellt, seitlich sind unter Kielbögen Reliefs mit Darstellungen von Jonas und dem Walfisch, Samson mit dem Löwen, ein Prophet mit Schriftband und der Erzbischof von Köln angeordnet.
Der ehemals in der Nordwestecke vorhandene, reich mit Figurenreliefs gestaltete Kachelofen von 1571 ist heute im Altmärkischen Museum aufgestellt. Er wurde einst von einem Renaissancekamin in der Durchgangsstube nördlich vor der Großen Ratsstube aus beheizt.
Der sechsachsige südliche Teil des zweiten Obergeschosses des Ratsflügels wurde im 15. Jahrhundert wahrscheinlich als durchgehender Raum angelegt. Bei einer Renovierung 1570–98 wurde im Süden ein zweiachsiger Vorraum für den damals eingerichteten, nördlich gelegenen Bunten Saal und die Ratsstube abgeteilt. Dieser Vorraum wurde beim Ausbau des Bunten Saals zum Festsaal der Stadt in den Jahren 1939/40 auf eine Achse reduziert. Das Treppenhaus ist mit Schweifgiebel und Sitznischenportal zum Markt versehen; die heutige Treppe stammt von 1866.

### Corpsflügel
Mittig vor dem Gewandhausflügel angesetzt und parallel zur Achse des Schiffes der Marienkirche schräg nach Westen vorstoßend liegt der im Wesentlichen um 1480 entstandene Corpsflügel. Zwischen 1570 und 1597 erhielt er eine Renaissancefassade. Dabei wurden die Fenster und die Türen umgestaltet und einheitliche Schweifgiebel in Spätrenaissanceformen aufgebaut. Im Innern liegen unter der östlichen Achse die beiden ältesten Räume des Rathauses. Der nördliche Raum ist mit einem rundbogigen Tonnengewölbe, der südliche mit einem Kreuzgratgewölbe über spitzen Schildbögen abgeschlossen. Beide Räume stammen aus der ersten Hälfte des 13. Jahrhunderts. Aus dem späten 15. Jahrhundert stammen die beiden Gewölbe in den westlichen Kopfräumen des Corpsflügels. Im unteren Geschoss ist ein Kreuzrippengewölbe, im oberen Geschoss (im sogenannten Kagelwit-Zimmer) ein Sterngewölbe mit einer hölzernen Reliefscheibe im Zentrum erhalten, auf der eine Halbfigur mit Schriftband dargestellt ist.

### Roland
Vor dem Laubenflügel steht die steinerne Rolandsfigur des Stendaler Rolands. Diese ist eine Kopie von 1974 der Skulptur von 1525, welche im Altmärkischen Museum aufbewahrt wird. Die 7,80 m hohe Standfigur ist mit Plattenpanzer, einem Schild mit dem brandenburgischen Adler und einem geschulterten Schwert ausgerüstet. Auf der Rückseite ist auf einer ornamentierten Stützsäule eine Narrenfigur mit Dudelsack und Stadtwappen dargestellt, welche Till Eulenspiegel symbolisiert.

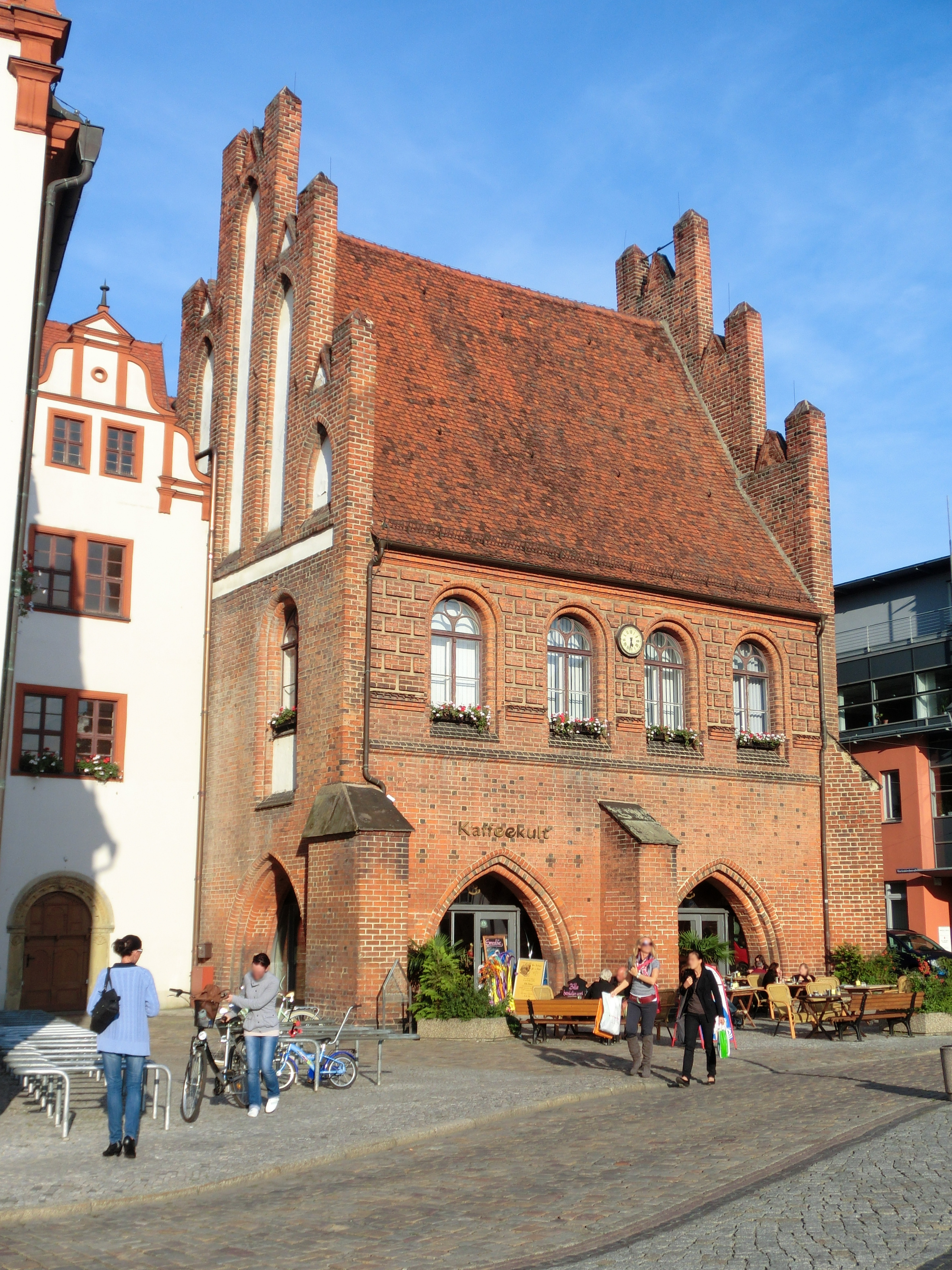
Gerichtslaube (2011)
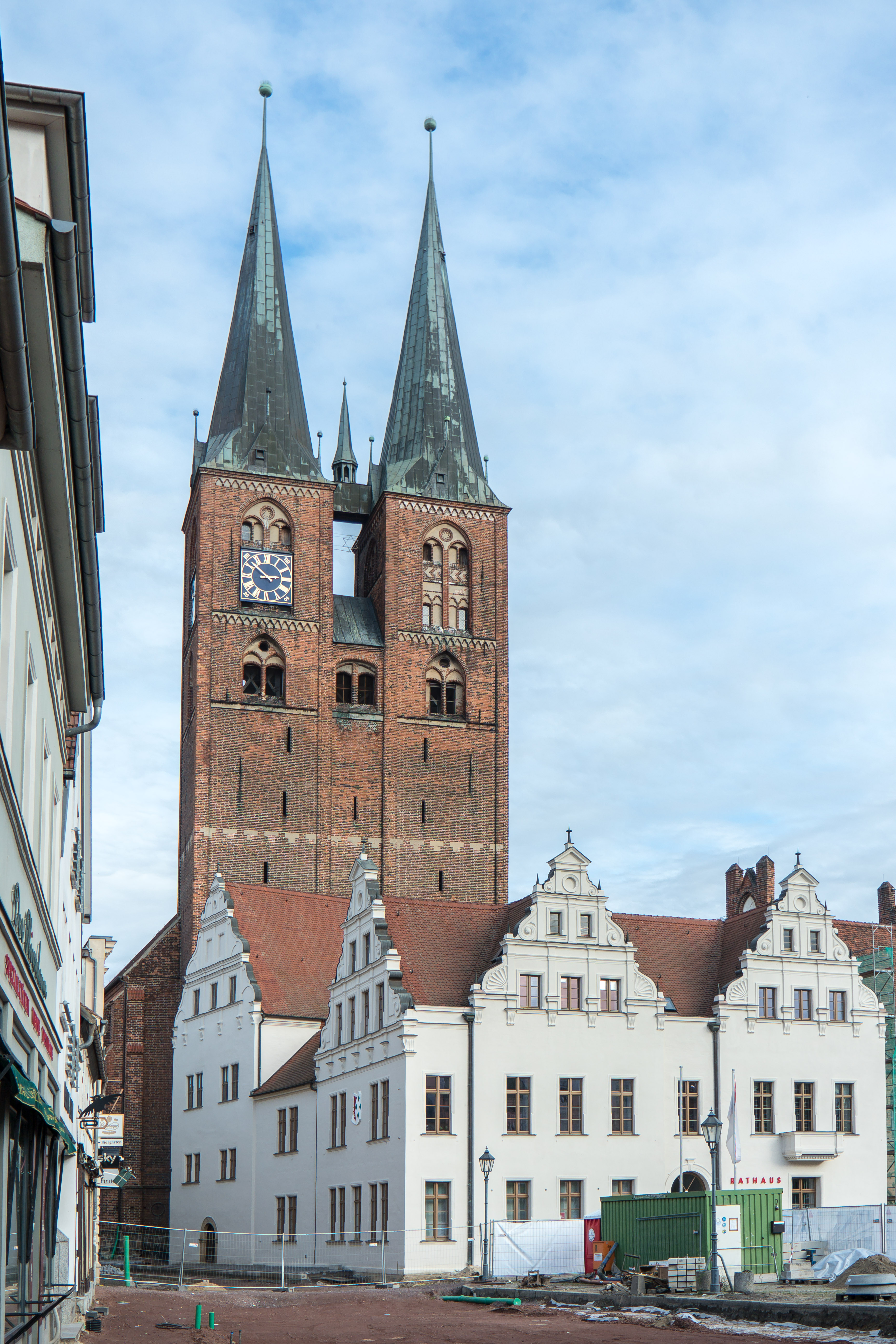
Corpsflügel mit Marienkirche (2015)
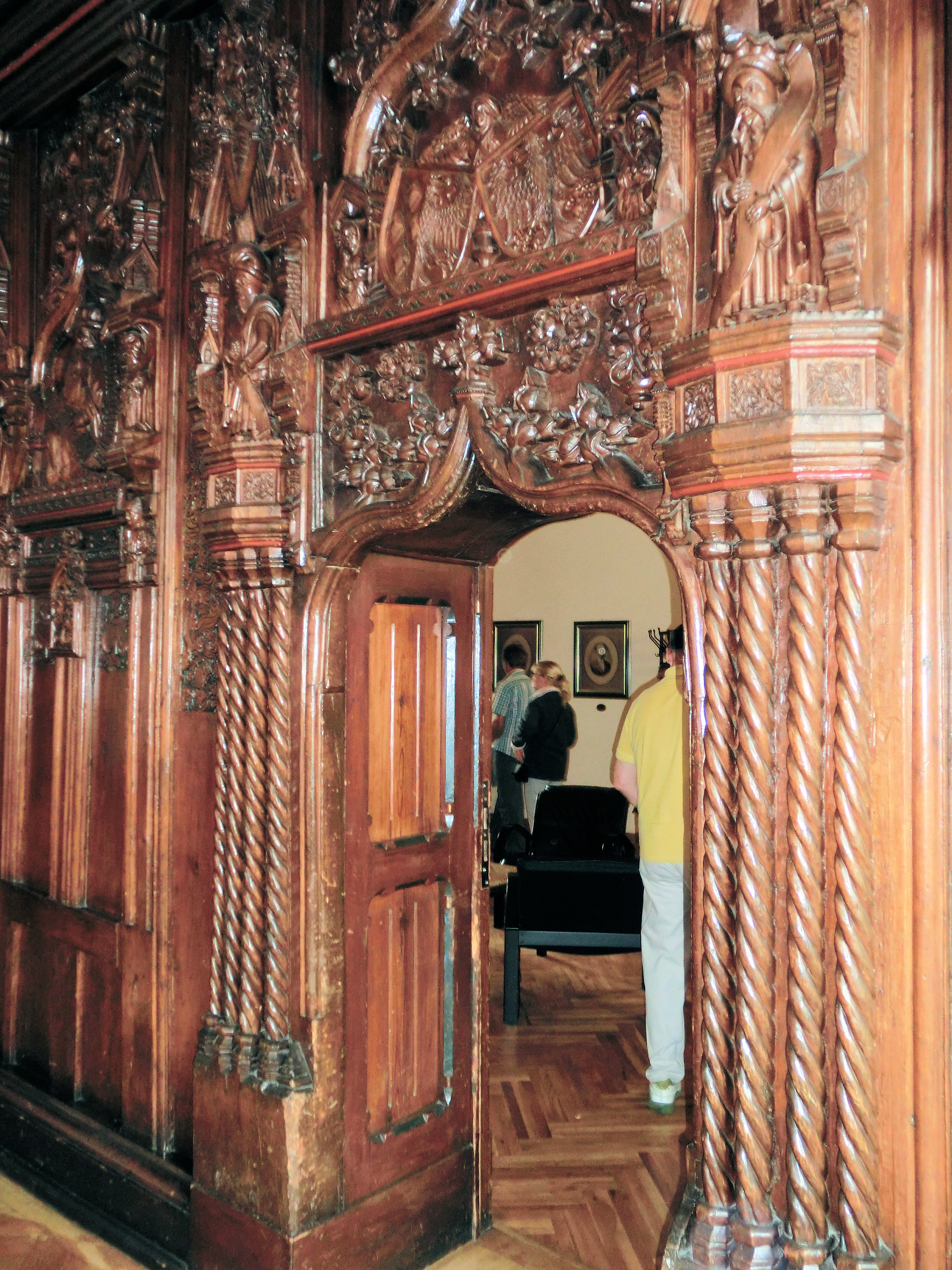
Teil der Wandtäfelung (2011)
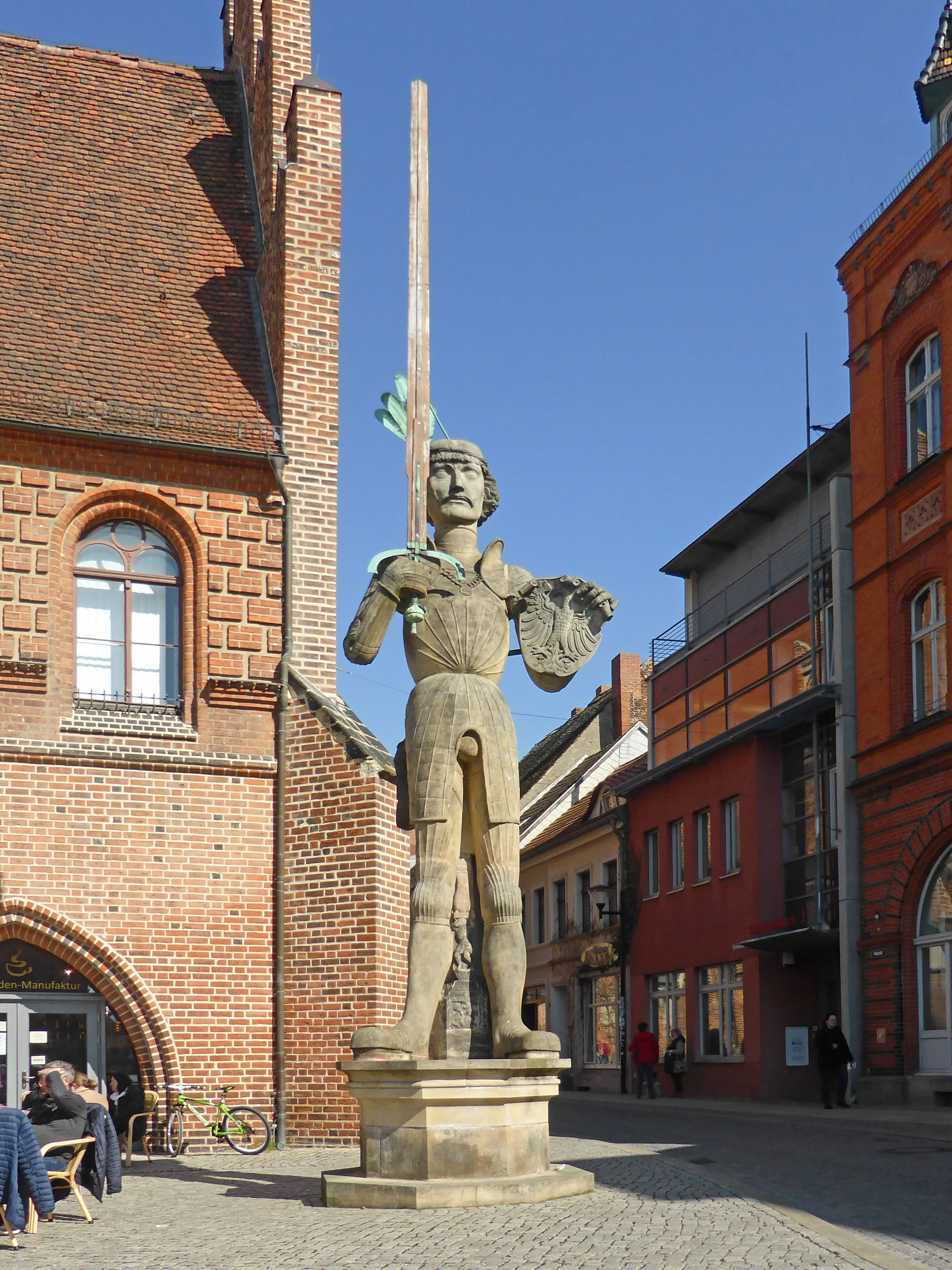
Stendaler Roland (2022)